# Delta Piscium
Delta Piscium (δ Piscium, förkortat Delta Psc, δ Psc), som är stjärnans Bayerbeteckning, är en dubbelstjärna belägen i mellersta delen av stjärnbilden Fiskarna. Den har en skenbar magnitud på +4,43 och är svagt synlig för blotta ögat där ljusföroreningar ej förekommer. Den befinner sig på ett avstånd av 305 ljusår (ca 93,5 parsek) från solen.
Delta Piscium förflyttar sig genom Vintergatan med en hastighet av 54,2 km/s i förhållande till solen. Dess projicerade galaktiska bana riktar sig mot ett område mellan 21 700 och 26 100 ljusår från galaxens centrum. Den kom närmast solen för omkring en miljoner år sedan då den hade en skenbar magnitud på 3,96 vid ett avstånd av 249 ljusår.

## Egenskaper
Den primära komponenten i Delta Piscium är en orange jättestjärna av spektraltyp K5III, med en temperatur av 3 975 K. Med hänsyn tagen till den infraröda strålningen och stjärnans avstånd beräknas dess utstrålning av energi vara 380 gånger så stor som solens.